# Eanna

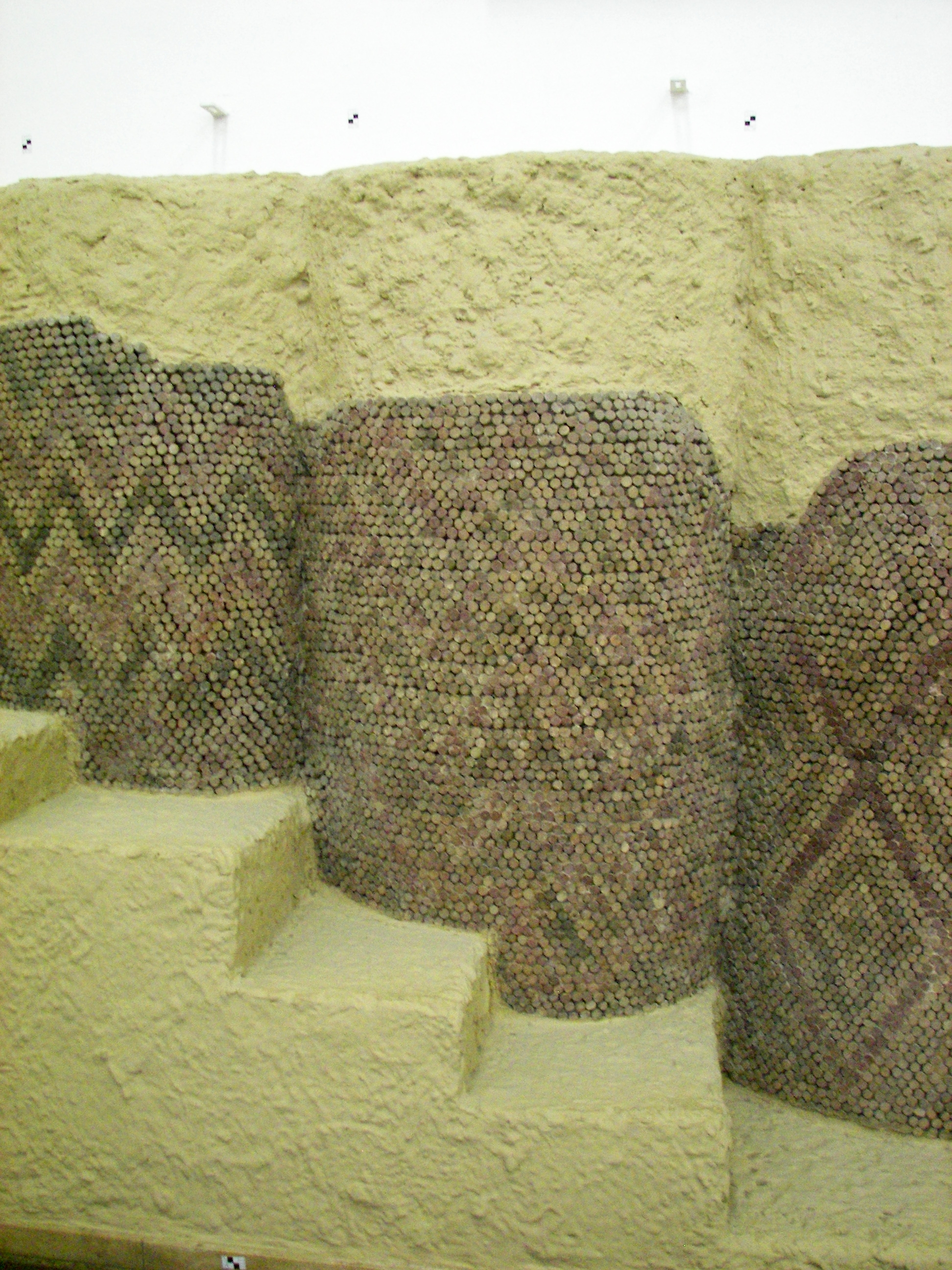
Teile eines Stiftmosaiks eines Innenhofes des Eanna-Heiligtums

Eanna (sumerisch E'ana; Haus des Himmels) ist der Name des Haupttempels von Uruk. Er diente als Hauptheiligtum einerseits der Verehrung der Stadtgöttin Inanna/Ištar und ihres Vaters An sowie andererseits als Schatzhaus. Die Bezeichnung Schatzhaus bezieht sich nicht nur auf die reichhaltige Ausstattung des Tempels, sondern auch auf die Lagerung von Schätzen und großen Vorräten, die von der Tempelpriesterschaft aus den zugehörigen Besitzungen nach Eanna zur Aufbewahrung gebracht wurden. Besondere Bekanntheit erlangte Eanna als erwähnter Kultort im Gilgamesch-Epos.
In der alten mesopotamischen Stadt Uruk bildete sich schon vor 3000 v. Chr. (in der Schicht Uruk IV a) ein ausgedehnter Komplex mit mehreren großen Tempeln, Höfen und anderer Bauten heraus, die sich alle hinter einer Umfassungsmauer befanden, darunter die Zikkurat von Eanna. Hier wurden die frühesten Zeugnisse der Keilschrift, der sogenannten Proto-Keilschrift gefunden. Das Eanna bestand als alles beherrschendes Kult- und Wirtschaftszentrum dieses Gebietes bis in die seleukidische Zeit, 4. bis 2. Jahrhundert v. Chr., hinein. Teile des Tempels befinden sich im Vorderasiatischen Museum Berlin.